# The Legacy (album)
The Legacy er det amerikanske thrash metal-band Testaments debutalbum, som blev udgivet i 1987.

## Spor
1. "Over the Wall" – 4:07
2. "The Haunting" – 4:17
3. "Burnt Offerings" – 5:07
4. "Raging Waters" – 4:32
5. "C.O.T.L.O.D." (Curse of the Legions of Death) – 2:32
6. "First Strike Is Deadly" – 3:43
7. "Do or Die" – 4:39
8. "Alone in the Dark" – 4:05
9. "Apocalyptic City" – 5:51